# Llengües cèltiques
Les llengües cèltiques són un grup d'idiomes pertanyents a la família indoeuropea, en la qual s'hi inclou el gaèlic irlandès, el gaèlic escocès, el manx, el gal·lès, el còrnic i el bretó. Totes les llengües incloses en aquest grup són originàries dels pobles celtes d'Europa.

## Orígens
Les llengües cèltiques històricament deriven d'un conjunt de dialectes del proto-indoeuropeu, que cronològicament ocupa una posició intermèdia dins de la família indoeuropea, fent la seva aparició després de les llengües anatòlies (2000 aC), el grec (1400 aC), les llengües índiques (1000 aC), les llengües iràniques (700 aC) i les llengües itàliques (600 aC), però abans que les llengües germàniques (segle I dC), l'armeni (segle v), el Tocari (segle vii), les llengües eslaves (segle IV), les llengües bàltiques (segle xv) i l'albanès (segle xvi). Aquest dialecte s'anomena protocelta i pot derivar directament de les primeres llengües indoeuropees o bé d'un idioma designat com a italo-cèltic.
Les llengües cèltiques van ser parlades pels pobles celtes, una sèrie de tribus de l'Europa Central i Occidental que compartien unes característiques culturals similars: creences religioses, estructura social, estils artístics, sistemes de producció i altres, però sobretot, aquests pobles parlaven una llengua comuna, o més aviat una sèrie de dialectes intel·ligibles entre si.
El nom que utilitzaven per designar-se a si mateixos era *gal- o *Kel- com mostren els noms de les seves llengües i els noms dels pobles celtes:
Galli (pobles gals de la Gallia, que comprèn bàsicament França i Bèlgica,
Gálatae o Gálatai (celtes de Galàcia al centre de l'actual Turquia),
Galaici (celtes del nord-oest d'Hispània)
Gaelige (celtes d'Irlanda)
Keltoi (nom general utilitzat pels grecs)
Per això els grecs els anomenaren keltoi i els romans galli (pronunciat gal·li).
El nom celta prové del grec keltoi, nom que usaven els geògrafs grecs a la primera meitat del I mil·lenni aC per designar els pobles que habitaven a l'Europa central. La primera referència a aquest poble la trobem en l'Ora Marítima d'Aviè, procònsol a l'Àfrica en el 336 dC, basant-se en un original grec del segle vi aC, encara que es troben escampades diverses mencions als celtes d'Hecateu de Milet, Heròdot i Aristòtil.
L'aparició de les llengües cèltiques està marcada pel debat sobre les hipòtesis al respecte, diverses d'elles mútuament excloents. Aquestes hipòtesis han afectat la classificació filogenètica de les llengües cèltiques. Alguns autors classifiquen les llengües cèltiques insulars com una unitat davant les llengües cèltiques continentals. Una altra classificació propugna l'existència d'una relació entre el gal i les llengües britàniques d'un origen més arcaic, davant del goidèlic, el celtiber i el lepòntic.

## Prehistòria dels pobles celtes
El terme celta (keltoi) és d'origen grec, que podien haver manllevat dels ibers o els lígurs. Els celtes probablement es deien a si mateixos *gal-, és a dir, gals (derivats: gàlata, gallec, galaic).
No sembla possible discernir ètnies pròpiament celtes entre els primers grups d'indoeuropeus que van penetrar a l'Europa central. Només fins al segle v aC amb el sorgiment de la cultura de La Tène és raonablement segur identificar els portadors d'aquesta cultura com a parlants de llengües cèltiques. Els primers pobladors indoeuropeus podrien haver estat els portadors de la Cultura dels camps d'urnes del segle xiii aC que es van expandir ràpida i extensament per Europa cap al segle xiii aC. Els portadors d'aquesta cultura es van expandir descendint pel marge dret del Roine ocupant Llenguadoc, Catalunya i el baix vall de l'Ebre. Una altra línia d'expansió els va portar a Bèlgica i al sud-est britànic. A partir del segle viii aC, altres pobles presumptament indoeuropeus (potser pre-celtes i pre-il·liris) van ser els portadors de la cultura de Hallstatt (Ferro-I), estenent-se en aquesta fase per l'interior de la península Ibèrica (s. VII). Al segle vi aC els pobles presumptament indoeuropeus van ser desplaçats del nord-est ibèric a mans dels íbers, quedant així els celtes d'Ibèria aïllats de la resta de pobles celtes continentals.
Des del segle IV aC, els celtes continentals inauguren la cultura de La Tène, específicament celta (Ferro II). En aquesta fase, els celtes van acabar d'ocupar el nord i centre de França (la Gàl·lia), així com la major part de les illes britàniques. També es van estendre pels Balcans, arribant fins i tot a una comarca de l'Àsia Menor, que serà coneguda com a Galàcia. En aquesta època es construeixen importants viles fortificades, que serveixen de centres comercials i polítics. És també en aquest període quan el druïdisme, descendent dels antics cultes megalítics de la Gran Bretanya i Irlanda, s'introdueix entre els celtes de les illes, passant posteriorment al continent.

## Història i referències clàssiques
A partir dels segles ii i iii aC, alguns autors clàssics ofereixen dades concretes sobre la història dels pobles celtes. Els romans van fer servir el terme galli per referir-se a diversos pobles celtes entre els quals hi hauria els gals, els gàlates, o regions com la Gàl·lia, Gallaecia o Galitzia. No obstant això, encara que els romans denominaven a les tribus amb els seus noms individuals (aedui, belgae, helvetii, boii…), reconeixien certes característiques culturals entre aquestes. La unitat lingüística d'aquests pobles és posada de manifest per Tàcit en percebre la similitud entre les llengües britòniques i les gal·les i sant Jeroni va deixar constància en els seus escrits que la llengua dels gàlates resultava semblant el dialecte gal de trèvers.
En totes les migracions que van fer els celtes, la seva llengua els va acompanyar allà on fossin, al segle i aC s'estenien per gran part d'Europa, des de l'actual Turquia (Galàcia) fins a Portugal. No obstant això les llengües cèltiques van trobar refugi a la romanització a l'extrem nord-occidental d'Europa, a les illes Britàniques. A partir del segle ii aC, els celtes acusen la creixent pressió militar dels germans pel nord i, una mica després, la dels romans pel sud. En poques dècades «tota la Gàl·lia està ocupada», excepte Irlanda. De tota manera, la presència romana a la Gran Bretanya va ser també d'escassa durada, el que va permetre a les llengües cèltiques d'aquesta illa (gal·lès) sobreviure i, més tard, tornar al continent (Bretanya). Encara en el segle vii, els celtes van dur a terme la seva potser darrera expansió: els escots irlandesos van envair Caledònia i li van canviar el nom pel d'Escòcia.

## Declivi
Tot i que antigament van ser parlades àmpliament a l'Europa occidental en el primer mil·lenni aC, des dels temps romans han experimentat un declivi gradual, o bé reemplaçades primer pel llatí i després per les llengües romàniques a França, Portugal, Itàlia i Espanya, o bé desplaçades i substituïdes per altres branques com la germànica a les illes Britàniques i l'Europa Central o l'eslava als Balcans, o bé per la dissipació i integració del poble celta i de les seves llengües dins de noves realitats històriques.
Malgrat aquests fets, hi va haver petites illes lingüístiques que van sobreviure bastant temps a aquest influx, havent-hi testimonis de gàlates parlants de llengua cèltica al segle IV dC.
Les llengües cèltiques van mantenir més vigor a les illes britàniques. Allà les llengües natives gaèliques i britòniques van mantenir la seva hegemonia fins a l'Edat Mitjana, sent la llengua predominant en el Regne d'Escòcia i en els comtats i regnes irlandesos i gal·lesos. El seu declivi a la Gran Bretanya va començar amb les invasions anglosaxones, quedant reduïda la seva presència després de la Muralla d'Offa a Gal·les i al Regne d'Escòcia. Uns segles més tard també van començar a perdre pes i presència les llengües cèltiques en aquestes regions i a Irlanda degut principalment la pèrdua d'independència política i cultural, així com per l'aïllament econòmic, en detriment del llavors puixant Regne d'Anglaterra al segle xvi, si bé aquest procés es va donar de manera lenta i constant des de segles enrere.
La llengua parlada a l'illa de Man es veuria molt influenciada per aportacions nòrdics, fruit de les successives invasions vikingues.
L'origen del bretó, tot i que es podria pensar fàcilment per la seva situació geogràfica que és un reducte de la llengua gal parlada en època preromana en l'actual França, es remunta a migracions de britànics (principalment de les zones de Cornualla i Gal·les) al segle v que fugien de les invasions anglosaxones a la Gran Bretanya, establint-se després de creuar el canal de la Mànega a la costa d'Armòrica, l'actual Bretanya. Alguns d'aquests britans van arribar fins i tot a la península Ibèrica, a les regions de Galícia i Astúries.
Malgrat el seu lent declivi amb els segles, avui dia encara sobreviuen, tot i que únicament, quatre llengües de la branca cèltica, limitades a petites regions d'Europa: el gaèlic irlandès o irlandès a Irlanda, el gaèlic escocès o escocès (nom que porta a la confusió amb l'scots, també anomenat escocès) a Escòcia, el gal·lès a Gal·les i el bretó a Bretanya.
Així mateix, fins al segle xviii a la Cornualla es parlava el còrnic, de gran semblança amb el bretó i el gal·lès.
Fins a principis del segle xx a l'illa de Man s'hi parlava el manx. També, fruit de l'emigració, hi ha petites colònies de parlants de llengua cèltica a la Patagònia argentina i en algunes parts del Canadà.
No obstant això, en major o en menor mesura però en la majoria dels casos molt reduït, generalment les llengües posteriorment parlades en regions de llengua cèltica mantenen un substrat cèltic en el seu vocabulari, com poden ser el castellà, el francès, el portuguès, l'anglès o l'alemany.

## Literatura
Els textos de les llengües cèltiques continentals són molt escassos i la majoria són petites inscripcions, monedes, glosses i noms. Les inscripcions en gal van del segle iii aC al segle I dC, destacant el Calendari de Coligny (del segle ii), i solen estar escrites en lletres llatines. Quant al lepòntic n'han estat trobades, escrites amb l'alfabet etrusc i de dates anteriors al segle i, al nord d'Itàlia. També en celtibèric s'han trobat petites inscripcions en pedra o en bronze procedents des del segle iii aC fins al segle I dC, entre les quals hi ha el Bronze de Botorrita.
No obstant això, les llengües cèltiques insulars sí que disposen una extensa i variada literatura, essent de les més antigues d'Europa. Escrita originalment en monuments petris en escriptura ogham a Gal·les i, principalment, a Irlanda des del segle IV fins al VI dC, posteriorment es van redactar manuscrits en irlandès durant l'Edat Mitjana, com el Cicle d'Ulster o els Annals dels quatre mestres.
Ja en el segle xx es destaquen dos escriptors en irlandès, Michael Hartnett i el premi Nobel Seamus Heaney. També existeix des de l'edat mitjana literatura en bretó, gaèlic escocès i gal·lès, en alguns casos mantenint-se viva avui en dia.

## Classificació de les llengües cèltiques
Les llengües cèltiques són una de les branques de la família indoeuropea, i dins d'aquesta queda englobada dins de la branca occidental indoeuropea i en les llengües centum. L'estudi de les llengües cèltiques antigues s'ha basat ocasionalment en conjectures a causa de la manca de fonts primàries. La classificació interna de les llengües cèltiques es pot fer des de dos punts de vista.

### Classificació geogràfica

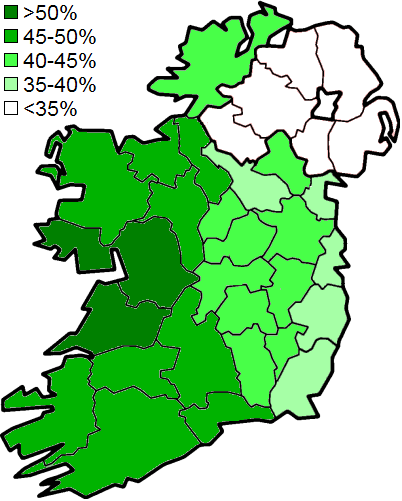
Percentatge de parlants d'irlandès.

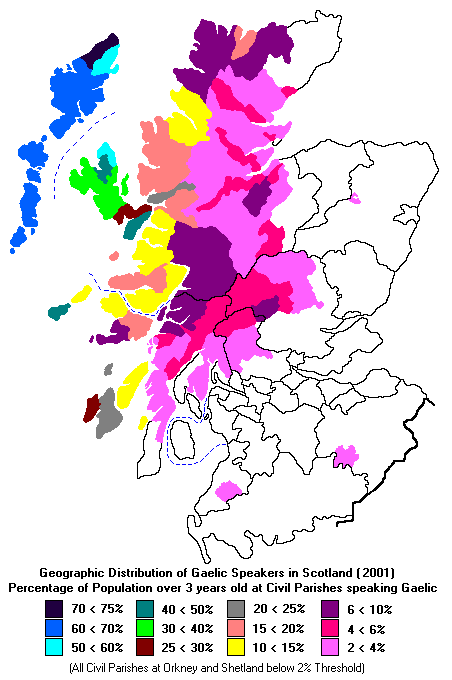
Distribució poblacional dels parlants del gaèlic a Escòcia.

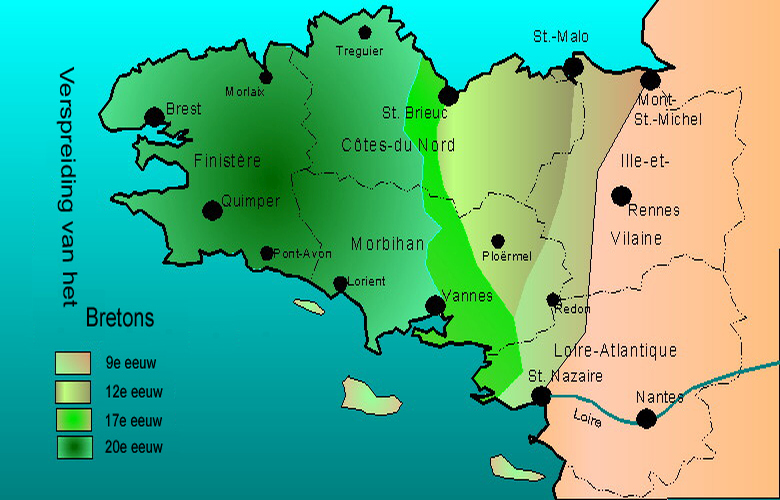
Distribució poblacional dels parlants del bretó.

Distribució poblacional dels parlants del gal·lès.

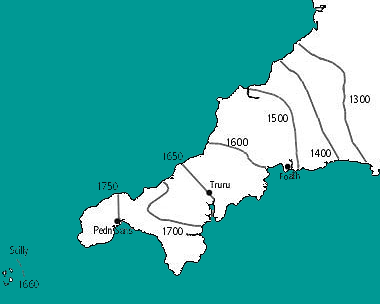
Retrocés del còrnic al llarg del temps.

La subdivisió geogràfica d'aquestes llengües ens porta a classificar-les en dos grups:
- Llengües cèltiques insulars
  - Llengües goidèliques
    - El gaèlic escocès, a Escòcia.
    - El gaèlic irlandès o irlandès, a Irlanda, essent llengua oficial de la República d'Irlanda.
    - El manx, a l'illa de Man
    - Llengües criolles basades en llengües goidèliques
      - El shelta, una llengua secreta de la comunitat itinerant de la Irlanda (els Nòmades Irlandesos). Es parla a Gran Bretanya, Irlanda, els Estats Units i possiblement Austràlia.[1]
      - El bungi, una llengua criolla de Manitoba, que pren el seu vocabulari del gaèlic escocès, l'obijiwa, el cree i diversos dialectes de l'anglès.
      - Beurla Reagaird, criptolecte dels nòmades escocesos o "Tinkers".

  - Llengües britòniques
    - El gal·lès, nascut d'un dialecte occidental i septentrional, parlat avui dia a Gal·les.
    - El cúmbric, nascut d'un dialecte septentrional, parlat fins al segle xii al nord-oest d'Anglaterra i el sud d'Escòcia.
    - El còrnic o cornuallès, nascut d'un dialecte sud-occidental, parlat a Devon, Cornualla i parts de Somerset i Dorset fins al segle xviii.
    - El bretó, de gran semblança amb el còrnic i el gal·lès, portat a Bretanya per emigrants d'aquestes regions.
    - El picte, si bé la seva filiació cèltica no està clara encara.

Respecte a l'ivern o paleoirlandés no té clara la seva filiació Briton o goidèlica.
- Llengües cèltiques continentals
  - El gal, a l'antiga Gàl·lia (actuals França, Bèlgica i Itàlia del nord).
  - El celtibèric, o hispano-cèltic, a l'antiga Celtibèria (a l'actual Espanya).
  - El lepòntic, a l'antiga Gàl·lia Cisalpina (en l'actualitat, considerat moltes vegades com un dialecte del gal)
  - El gàlata, de gran similitud amb el gal segons sant Jeroni, a Galàtia (Anatòlia, l'actual Turquia).
  - El nòric, parlat per la tribu nòrica en terres de les actuals Àustria i Baviera i igualment proper al gal.
  - El galaic, parlat a l'antiga Gal·lècia (a l'actual Galícia, Astúries i Nord de Portugal).
  - En cas de confirmar-se la filiació cèltica del lusità, assumpte encara en discussió, aquest també quedaria englobat en aquest subgrup.

### Classificació lingüística
La divisió de les llengües cèltiques per un criteri lingüístic les separa en dos grups: en llengües cèltiques P o Grup-P i llengües cèltiques Q o Grup-Q.
La diferència és com va evolucionar el so *kw, que es va transformar en *p en algunes llengües i en *k en d'altres.
Diversos estudis afirmen que les llengües cèltiques-Q derivarien de les primeres onades culturals de la cultura de Hallstatt celta d'entre els segles VIII i VI aC, que es van estendre pel centre i nord-oest d'Europa fins a la península Ibèrica. El suposat idioma comú, que després es bifurcaria, d'aquests pobles conservava molts dels trets de l'indoeuropeu original, entre ells la ja esmentada conservació del so *kw. Fins i tot es parla d'un subgrup italo-cèltic per referir-se a aquestes llengües, per la seva suposada semblança amb les llengües itàliques.
Així mateix, les llengües cèltiques-P provindrien d'una segona onada cultural celta igualment provinent d'Europa Central, però amb uns patrons culturals diferents, marcats per la cultura de La Tène, i que van ocupar l'Europa central i occidental des de l'illa de Gran Bretanya, a través del nord d'Itàlia, fins a la vall del Danubi i el nord d'Anatòlia. El principal tret d'aquestes llengües, com s'ha comentat, era la substitució del so *kwpel so p.
Aquesta teoria, a part de les proves lingüístiques, també es recolza en el fet geogràfic que els pobles que van conservar les llengües cèltiques-Q es troben en els extrems occidentals d'Europa, Irlanda, Escòcia i la península Ibèrica, com si aquests haguessin estat desplaçats cap a l'oest per altres migracions, mentre que les cèltiques-P ocupen el centre d'Europa i de l'àrea de la cultura celta.

#### Cèltic-P
En aquestes, el so labiovelar protoindoeuropeu /*kw/ es redueix a /p/.
A aquest grup pertanyerien les llengües britàniques, el lepòntic, el gàlata i la major part del material en gal.

#### Cèltic-Q
En aquestes el so /*kw/ indoeuropeu es va mantenir en època antiga, deslabialitzant-se a /k/ més tardanament.
Dins d'aquest grup quedarien englobades les llengües goidèliques (gaèlic irlandès, gaèlic escocès i manx) i el celtiber.

#### Comparativa lèxica del cèltic-P i el cèltic-Q
| Protocèltic | Gal       | Gal·lès | Bretó | Irlandès   | Gaèlic Escocès | Manx  | Català |
| *kwennos    | pennos    | pen     | penn  | ceann      | ceann          | kione | cap    |
| *kwer-      |           | pryf    |       | cruim      |                |       | calent |
| *kwrei-     |           | prynu   |       | crenaim    |                |       | compra |
| *kwrmi-     |           | pryd    |       | cruth      |                |       | forma  |
| *kwetwar-   | petuarios | pedwar  | pevar | ceathair   | ceithir        | kiare | quatre |
| *kwenkwe    | pinpetos  | pump    | pemp  | cúig       | còig           | queig | cinc   |
| *kweis      | pis       | pwy     | piv   | cé [< cia] | cò/cia         | quoi  | qui    |

Per exemple, l'arrel verbal protocèltica *kwrin- ('comprar') és pryn- en gal·lès però cren- en irlandès.
Conseqüentment, en aquest esquema, goidèlic és cèltic-Q i britònic (com el gal), cèltic-P.
En un principi es va considerar que les úniques llengües cèltiques-Q eren les de la branca goidèlica i les de la branca britànica, juntament amb el gal, com a llengües cèltiques-P. Un exemple d'aquesta hipòtesi és el de l'arrel verbal protocèltica*kwrin- ('comprar'), que és pryn- en gal·lès però cren- en irlandès.
El descobriment que el celtiber retingués el so *kw, essent considerat com a part del grup cèltic-Q encara que sense ser un llenguatge goidèlic atès que no és insular, va fer que alguns autors consideren la divisió cèltic-P/cèltic-Q com superficial i explicable en terme de contactes externs, i, encara que hi ha arguments vàlids i convincents a favor de les dues hipòtesis, la hipòtesi del sistema insular-continental ha guanyat més acceptació. A favor de la divisió geogràfica, es poden apuntar algunes innovacions compartides entre els components del grup continental, com ara preposicions inflecció, l'ordre de les paraules en una frase, i la nasalització de [m] a [β], fenomen extremadament rar.
No hi ha suggeriment que hi hagi hagut un avantpassat comú entre ells i el proto-cèltic, més aviat es considera que la branca celtibera va ser la primera a separar-se i que des d'ella s'haurien originat el gal i el cèltic insular.
Tanmateix, hi ha diferències addicionals entre els dos subgrups que fan convenient la seva retenció com a mínim de manera provisional. Per exemple, en el grup goidèlic dels sons * an, am s'han transformat a una é, vocal desnalitzada i amb Enlarge abans d'un fricatiu, Per exemple, l'antic irlandès Éc ('mort'), écath ('ham'), det ('dent'), cet ('cent') comparat amb el gal·lès angau, Angad, Dante i cant.
No obstant això, el debat no està tancat, ja que els proponents de cada bàndol disputen la certitud i utilitat d'un i altre esquema. En termes moderns, i atès que el cèltic continental no té descendents parlats, cèltic-Q s'utilitza com a equivalent de goidèlic i cèltic-P de Briton.

## Característiques lingüístiques
Un dels trets característics respecte d'altres branques indoeuropees de les llengües cèltiques és la pèrdua del fonema /p/, és a dir, per exemple, que paraules amb /p/ en posició inicial o mitjana en llatí, grec o sànscrit, passen a prescindir d'ella en les llengües cèltiques. Així, porcus, en llatí 'porc', 'porc', en gaèlic és orc; plenus, en llatí 'ple', en gal·lès és llawn i en bretó leuna; platys, en grec 'ample', en gal·lès és lydan i en bretó, ledaña.
Com s'ha esmentat anteriorment, dins de la família cèltica, en les llengües goidèliques es conserva el so labiovelar indoeuropeu /*kw-/ (posteriorment escrit /c/), mentre que en les britòniques es va convertir a /p/ posteriorment a la caiguda general de la /p/ primitiva del cèltic antic. Per exemple, cuig, en irlandès 'cinc', es diu pump en gal·lès. A més, també difereixen en altres aspectes fonètics.
La pronunciació d'aquestes llengües tendeix a ser molt complicada, ja que l'escriptura no sol coincidir amb la pronunciació i les consonants a l'inici de les paraules varien segons l'últim fonema de la paraula precedent. D'aquesta manera, fuil, és en irlandès 'sang', i ar bhfuil' 'és 'la nostra sang'. En gal·lès, tat és pare, mentre fy nhad és 'el meu pare', i ii Thad i i doneu són 'el seu pare (d'ell)' i 'el seu pare (d'ella)' respectivament. El mecanisme de les mutacions, que en cert nombre de casos modifiquen, en posició inicial, set de les consonants de l'alfabet en aquestes llengües com s'ha explicat sembla no haver entrat en ús fins després del segle v.
El vocalisme de les llengües cèltiques conserva les vocals curtes indoeuropees /-i/, /i/, /a/, /o/, /o-/ i les vocals llargues /-i:/, /a:/ i /u:-/.
No obstant això la /i:/ de l'indoeuropeu es transforma en /i:/, així, verus, en llatí 'veritat', és en gal·lès i bretó gwir, el llatí rex, 'rei', era Rix en gal. A més, la /o:/ del indoeuropeu passa a /a:/; el llatí Cornu 'banya'; en cèltic, nos.
També romanen les semivocals /w/ i /j/ en el cèltic comú, conservant-se en el gal·lès.
També va desenvolupar les sonores /l/ i /r/ a /li/ i /ri/, i el canvi de la labiovelar /gw/ a /b/. La /m/ al final de paraula es tendeix a convertir en /n/ excepte en el gal, el lepòntic i el celtibèric. Igual que en altres llengües indoeuropees la /es/ va té un lòfons a /z/.
Les llengües cèltiques tenien en principi els tres casos de gènere de l'indoeuropeu: masculí, femení i neutre, però el gènere neutre es perd a partir de l'irlandès mitjà, mantenint-se mínimament en les llengües britòniques.
Els nombres són tres: singular, plural i dual.
Igual que les altres llengües indoeuropees, les cèltiques formen els noms a partir dels verbs, en comptes de a partir dels participis presents (com fa l'anglès). Una altra propietat d'aquestes és que les oracions sempre tenen verb i que l'acció s'expressa per mitjà de la passiva impersonal.
L'ordre dels elements de l'oració varia d'una llengua a una altra: en les insulars sol ser verb-subjecte-predicat, si bé en l'irlandès antic i en el còrnic solia ser subjecte-verb-predicat, però en les continentals l'ordre solia ser subjecte-verb-predicat. Per exemple, en gal·lès Collodd Sion ddwy Bunte significaria literalment 'va perdre Sion dues lliures', i Coch Mawr, 'autobús vermell gran' ('un gran autobús vermell'), anteposant el nom als adjectius.

### Taula comparativa lèxica
La següent taula mostra els numerals de l'u al deu, en els grups cèltics més coneguts: cèltic-Q insular (goidèlic), cèltic-P insular (Briton) i cèltic continental.
| Protocèltic   | Proto-goidèlic | Irlandès antic | Proto-britònic | Gal             | Cognat llatí       | Català   |
| *oinos        | **oin          | oēn            | **oinan        | oinos           | ūnus               | un       |
| *dwei         | **dā           | da             | **daw          | dui             | dwō                | dos      |
| *treis / *trī | **trī          | trī            | **trī          | tri             | trēs               | 'tres'   |
| *kwetwer-     | **kethīr       | cethair        | **petwor       | petuar / petri- | kwattuor / kwadra- | 'quatre' |
| *kwenkwe-     | **kunke        | cōic           | **pemp         | pinp-           | kwinkwe            | 'cinc'   |
| *swex         | **sex          | se:            | **šwex         | suex-           | sēks               | 'sis'    |
| *sextam       | **sext         | secht          | **sexth        | sextam          | septem             | 'set'    |
| *oxtū         | **oxt          | ocht           | **oxth         | oxto-           | oktō               | 'vuit'   |
| *nawan        | **noy          | noī            | **naw          | nau             | nowem              | 'nou'    |
| *dekam        | **dek          | deich          | **dek          | decam           | dekem              | 'deu'    |